# Raumladungszone
Eine Raumladungszone (RLZ), auch Verarmungszone oder Sperrschicht genannt, ist im Übergang zwischen unterschiedlich dotierten Halbleitern ein Bereich, in dem sich Raumladungen mit Überschuss und Mangel an Ladungsträgern gegenüberstehen, so dass diese Zone im Gleichgewichtsfall nach außen ladungsneutral erscheint. Je nach Polarität einer von außen angelegten elektrischen Spannung ergeben sich unterschiedliche Konfigurationen an elektrischen Feldern und dadurch im Bereich der Verarmungszone eine gute oder aber nur sehr schwache elektrische Leitfähigkeit (es "sperrt").
Dieser physikalische Effekt stellt die Grundlage für die gleichrichtende Funktion des Halbleiterbauelements Diode dar. Daneben spielen Raumladungszonen auch in anderen elektronischen Bauelementen eine grundlegende Rolle, z. B. in Bipolartransistoren oder in Sperrschicht-Feldeffekttransistoren.

## Entstehung

Oben der p-n-Übergang vor dem Diffusionsprozess, darunter nach dem Diffusionsausgleich im Gleichgewicht und aufgebauten elektrischen Feld im Bereich der RLZ

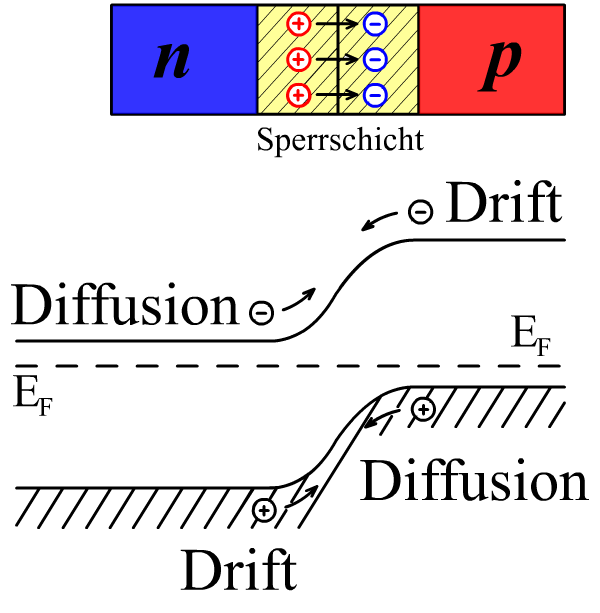
Banddiagramm eines p-n-Übergangs

Wenn zwei unterschiedlich dotierte Halbleitermaterialien, ein n- und ein p-dotierter Halbleiter, räumlich in Kontakt gebracht werden, entsteht ein p-n-Übergang. Im n-Bereich liegt ein Überschuss an negativ geladenen Elektronen vor, im p-Bereich ein Überschuss an positiv geladenen Defektelektronen, auch als Löcher bezeichnete positiv geladene Störstellen im Halbleiterkristall.
Durch den Konzentrationsgradient von Ladungsträgern im Übergangsbereich zwischen n- und p-Zone kommt es zu einer Diffusion von Ladungsträgern: Elektronen aus dem n-Bereich wandern in den p-dotierten Halbleiter, Defektelektronen diffundieren in den n-dotierten Halbleiter (Diffusionsstrom). Die Ladungsträger rekombinieren dort mit dem jeweils anderen Ladungsträgertyp. In Summe bildet sich damit im Übergangsbereich im p-Halbleiter ein Überschuss an negativer Raumladung, im n-Halbleiter ein Überschuss an positiver Raumladung; die so gebildete Raumladungszone verarmt in Folge der Rekombination freier (beweglicher) Ladungsträger.
Das dadurch gebildete elektrische Feld in der Raumladungszone wirkt einer weiteren Diffusion von Ladungsträgern aus den beiden Zonen entgegen (Antidiffusionsspannung), da das Feld einen entgegengesetzten Driftstrom erzeugt. Es bildet sich ein Gleichgewichtsfall, in dem sich Diffusionsstrom und Driftstrom von Ladungsträgern das Gleichgewicht halten, wie in nebenstehender Abbildung an der räumlichen Verteilung und im Feldverlauf dargestellt. Von außen betrachtet ist die RLZ im Gleichgewicht feldfrei; es gibt keinen Potentialgradienten, der Ladungsträger über sie hinweg transportiert.
Da Diffusionsprozesse stark temperaturabhängig sind, verändert sich die Größe der Raumladungszone in Folge von Temperaturänderungen.

## Verhalten beim Anlegen einer externen Spannung
Wird an den beiden Halbleiterschichten von außen eine elektrische Spannung angelegt, so bewirkt dies zusätzlich zum Feld der Raumladungszone im Gleichgewichtsfall ein weiteres elektrisches Feld im Halbleiter. Beide Felder überlagern sich. Je nach Polarität der externen Spannung lassen sich zwei wesentliche Fälle unterscheiden, welche für die grundlegenden Funktionen von elektronischen Bauelementen wie Dioden bestimmend sind:
1. Im Sperrfall (der p-Halbleiter wird mit einer negativen Spannung gegenüber dem n-Halbleiter beaufschlagt) verstärkt sich die elektrische Feldstärke im Bereich der Raumladungszone und führt zu einem erhöhten Driftstrom. Die Raumladungszone nimmt in der Größe zu,  bis sich ein neues Gleichgewicht einstellt. Da die Dichte an freien Ladungsträgern in der Raumladungszone gering bleibt, ist die elektrische Leitfähigkeit gering und auf einen kleinen Sperrstrom beschränkt.
Wird die externe Spannung weiter gesteigert, kommt es, je nach Aufbau des Halbleiters, zu verschiedenen Durchbrüchen wie dem Zener-Effekt und bei größeren Feldstärken zum Lawinendurchbruch. Diese Durchbruchseffekte können unkontrolliert zur Zerstörung des Halbleitermaterials führen oder wie bei Z-Dioden gezielt angewendet werden.
2. Im Durchlassfall (der p-Halbleiter wird mit einer positiven Spannung gegenüber dem n-Halbleiter beaufschlagt) verringert sich die Raumladungszone, da das durch die externe Spannung ausgelöste elektrische Feld dem elektrischen Feld der Raumladungszone entgegenwirkt. Der durch die RLZ verursachte Driftstrom nimmt ab und der Diffusionsstrom dominiert. Die Dichte an freien Ladungsträgern in der Übergangszone nimmt mit der externen Spannung stark zu, der p-n-Übergang ist elektrisch gut leitfähig. Die mathematische Beschreibung erfolgt in diesem Fall durch die Shockley-Gleichung.

## Metall-Halbleiter-Kontakt
Raumladungszonen bilden sich neben n- und p-dotierten Halbleitern auch an Metall-Halbleiter-Kontakten aus und können zu gleichrichtendem Verhalten dieser Kontakte führen, dem Schottky-Kontakt, welcher in Schottky-Dioden angewendet wird. Durch die hohe Anzahl freier Elektronen im Metall beschränkt sich die Raumladungszone allerdings fast nur auf das entsprechende Halbleitergebiet.